# Jessica Palud
Pour les articles homonymes, voir Palud.
Jessica Palud, née le 7 mars 1982, est une réalisatrice et scénariste française.

## Biographie
Jessica Palud est la fille du réalisateur Hervé Palud.
Elle commence sa carrière en tant que stagiaire, en 2003, sur le film Innocents - The Dreamers du réalisateur italien Bernardo Bertolucci,, puis comme deuxième assistante réalisatrice sur Marie-Antoinette de Sofia Coppola,. Elle participe ensuite à plusieurs longs métrages du réalisateur français Philippe Lioret : Je vais bien, ne t'en fais pas (2006), Welcome (2009) ou encore ou encore Toutes nos envies. Elle travaille également avec Éric Lartigau sur son film L'Homme qui voulait vivre sa vie.
En 2013, elle réalise son premier long métrage, intitulé Les Yeux fermés.
En 2017, son court métrage Marlon est sélectionné dans plus de 150 festivals (Cannes, Toronto, Stockholm, Vancouver, Clermont-Ferrand…) et obtient 40 prix internationaux dont le grand prix UniFrance, le prix RTI et le prix Grand Action lors du festival de Cannes 2017, le prix Passages du Festival Silhouette de Paris.
Elle réalise ensuite son deuxième long métrage, Revenir. Cette libre adaptation du roman L'Amour sans le faire de Serge Joncour sort sur les écrans en janvier 2020 et obtient le prix du meilleur scénario dans la section Orizzonti à la Mostra de Venise.
À partir du récit de Vanessa Schneider, elle écrit un troisième film qui retrace en partie la vie de l’actrice Maria Schneider, cousine de Vanessa. Maria Schneider y est interprétée par Anamaria Vartolomei. Maria est présenté en sélection officielle à Cannes dans la section Cannes première et sort en 2024.

## Filmographie
Sauf indication contraire, les informations mentionnées dans cette section peuvent être confirmées par les bases de données cinématographiques IMDb et Allociné,  présentes dans la section « Liens externes ».

### Réalisatrice et scénariste
- 2013 : Les Yeux fermés
- 2016 : Poupée (court métrage)
- 2017 : Marlon (court métrage)
- 2019 : Revenir
- 2024 : Maria
- 2025 : Merteuil

### Assistante réalisatrice
- 2003 : Saint-Germain ou la Négociation (téléfilm) de Gérard Corbiau - troisième assistante
- 2005 : Marie-Antoinette de Sofia Coppola - deuxième assistante
- 2005 : Belle, enfin possible (court métrage) de Régis Roinsard - première assistante
- 2006 : Je vais bien, ne t'en fais pas de Philippe Lioret - deuxième assistante
- 2007 : La Tête de maman de Carine Tardieu - deuxième assistante
- 2008 : Le Bruit des gens autour de Diastème - deuxième assistante
- 2008 : Astérix aux Jeux olympiques de Frédéric Forestier et Thomas Langmann - deuxième assistante
- 2009 : Welcome de Philippe Lioret - premiere assistante
- 2009 : Mères et Filles de Julie Lopes-Curval - deuxième assistante
- 2010 : Itinéraire bis de Jean-Luc Perréard - deuxième assistante
- 2010 : L'Homme qui voulait vivre sa vie d'Éric Lartigau - deuxième assistante
- 2011 : Toutes nos envies de Philippe Lioret - première assistante

### Autres
- 2004 : Innocents - The Dreamers[2] de Bernardo Bertolucci - stagiaire
- 2005 : Belle, enfin possible (court métrage) de Régis Roinsard - actrice (une cliente)
- 2008 : Mes stars et moi de Lætitia Colombani - repérages
- 2008 : Cliente de Josiane Balasko - repérages

## Distinctions

### Sélections
- César 2018 : nomination pour le César du meilleur court métrage pour Marlon
- Festival de Cannes 2024 : sélection officielle Cannes première pour Maria

### Récompenses
- Festival de Cannes 2017 : grand prix Unifrance, prix Grand Action, prix RTI pour Marlon
- Festival international de Saint-Jean-de-Luz 2017 : prix du jury et prix du public pour Marlon
- Festival Off-Courts Trouville 2017 : prix du public pour Marlon
- Festival du film français d'Helvétie 2017 : prix découverte pour Marlon
- Mostra de Venise 2019 : prix du meilleur scénario de la section Orizzonti pour Revenir.
- Festival du film du Croisic 2019 : prix du meilleur film, prix du public, prix des étudiants pour Revenir
- Festival du film de Cabourg 2024 : prix de la meilleure adaptation pour Maria